# 황수동
황수동(1984년~)은 대한민국의 아나운서, 기자이다.

## 학력
- 국민대학교 언론정보학과 졸업

## 경력
- 2012년 CJB청주방송 아나운서
- 2021년 CJB청주방송 기자

## 진행 프로그램
- CJB 뉴스 (1730)
- CJB 8 뉴스
- 시사공방